# Piragüismo en maratón en los Juegos Mundiales de 2022
El Maratón en Kayak en los Juegos Mundiales de 2022 es uno de los deportes que forman parte de los Juegos Mundiales de 2022 celebrados en Birmingham, Alabama durante el mes de julio de 2022, y que se jugó en el Oak Mountain State Park. Es la primera vez que el piragüismo en maratón forma parte del programa oficial de los Juegos Mundiales luego de que en la edición de 2013 fuera un deporte de exhibición.

## Participantes
- Argentina (2)
- Bélgica (1)
- República Checa (2)
- Chile (1)
- Dinamarca (2)
- Francia (2)
- Alemania (2)
- Reino Unido (2)
- Hungría (3)
- Irlanda (1)
- Italia (2)
- Japón (2)
- Países Bajos (1)
- Noruega (2)
- Polonia (2)
- Portugal (2)
- Eslovaquia (1)
- Sudáfrica (2)
- España (2)
- Suecia (2)
- Ucrania (2)
- Estados Unidos (2)

## Resultados

### Masculino
| Evento           | Oro           | Oro        | Plata         | Plata      | Bronce       | Bronce     |
| ---------------- | ------------- | ---------- | ------------- | ---------- | ------------ | ---------- |
| Media Maratón    | Mads Pedersen | 13:50.92   | Nico Paufler  | 14:01.41   | José Ramalho | 14:04.06   |
| Maratón Standard | Andy Birkett  | 1:23:52.83 | Mads Pedersen | 1:23:53.13 | Iván Alonso  | 1:25:14.82 |

### Femenino
| Evento           | Oro          | Oro        | Plata         | Plata      | Bronce       | Bronce     |
| ---------------- | ------------ | ---------- | ------------- | ---------- | ------------ | ---------- |
| Media Maratón    | Vanda Kiszli | 15:22.46   | Eva Barrios   | 15:34.49   | Zsóka Csikós | 15:34.68   |
| Maratón Standard | Vanda Kiszli | 1:32:40.76 | Cathrine Rask | 1:32:56.66 | Eva Barrios  | 1:34:16.65 |